# Donald Holmquest
Donald Lee Holmquest (* 7. dubna 1939 Dallas, Texas) je americký právník, fyzik, elektrický inženýr a bývalý astronaut NASA. Mimo jiné byl také výkonným ředitelem kalifornské Regional Health Information Organization (RHIO).

## Životopis

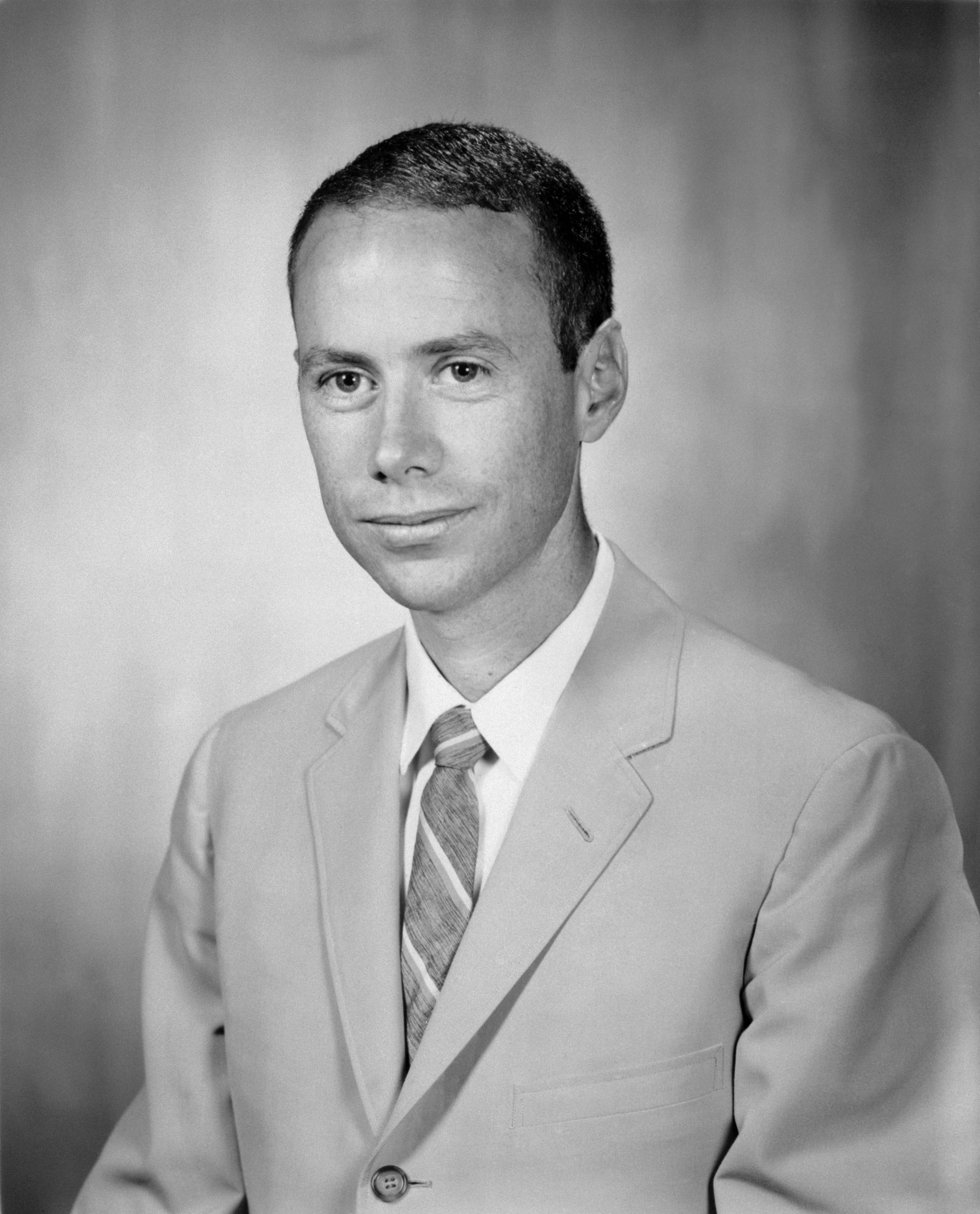
Astronaut Donald L. Holmquest (1967)

### Mládí a vzdělání
Donald Holmquest se narodil ve městě Dallas v Texasu 7. dubna roku 1939. Po absolvování dallaské Adamsovy střední školy získal v roce 1962 bakalářský titul v oboru elektrické inženýrství na Southern Methodist University.
Následně v roce 1967 vystudoval medicínu na Baylor College of Medicine, kde získal lékařský titul MD. V roce 1968 dokončil na této škole i doktorské studium v oboru psychologie a začal se věnovat interní medicíně v Houston Methodist Hospital.
Roku 1967 se oženil, jeho manželka se jmenuje Charlotte Ann Blaha a narodila se jim jedna dcera. Ve volném čase se rád věnoval lyžování a házené.

### Kariéra u NASA
Holmquest se připojil k NASA po dokončení stáže jako vědec/astronaut. Po roce leteckého tréninku ve Williams Air Force Base v Arizoně pracoval rok a půl na systémech Skylabu a v programu Apollo, věnoval se lékařským experimentům. Za tuto dobu nalétal kolem 750 hodin v proudovém letounu.
Poté, co v roce 1971 nebyl vybrán na posádku Skylabu, získal povolení vrátit se zpět na Baylor College of Medicine a věnovat se nukleární medicíně. Formálně rezignoval z jednotky NASA – Astronaut Corps v září 1973.

### Kariéra po práci v NASA
Po dokončení odborné lékařské specializace převzal pozici vedoucího oddělení nukleární medicíny na Ben Taub General Hospital v Houstonu. Založil oddělení nukleární medicíny na Eisenhower Medical Center v Palm Desert v Kalifornii a následně přijal pozici proděkana lékařské fakulty na Texas A&M University.
Holmes se dále věnoval studiu práv na University of Houston Law Center. Během studia pokračoval také v provozování soukromé lékařské praxe, studium dokončil v roce 1988. Po získání právnického vzdělání cum laude pracoval jako partner společnosti Wood, Lucksinger & Epstein až do jejího zániku. Založil společnost Holmquest & Associates, jež byla zaměřena na odvětví zdravotní péče.